# 検重車

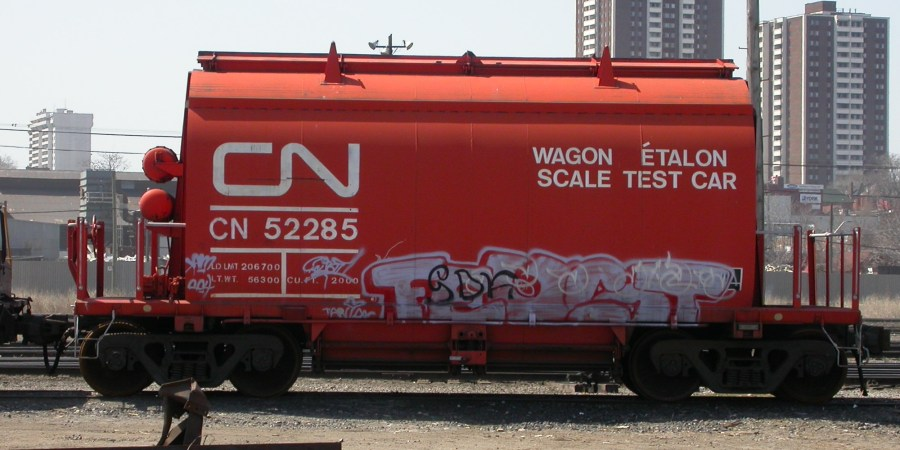
カナディアン・ナショナル鉄道の検重車

検重車（けんじゅうしゃ）は、鉄道車両の一種で、検重線に設置されている鉄道車両の重量を測定するための「はかり」を較正するための車両である。日本国有鉄道およびJRにおいては、事業用貨車に分類されている。

## 概要
鉄道の線路には軸重の制限があり、この制限内に収まっていることを確認するために鉄道車両の重量が計測される。また貨車では貨物を積載した状態の重量から空車の重量を差し引くことで、搭載されている貨物の重量を測定することがある。ばら積みの貨物を輸送する際には、この方法で荷主に料金を請求することがあるため、はかりが正確であることは重要である。検重車の重量は正確にわかっており、これに対してはかりを較正する。また車内に分銅を積んでいて、クレーンでこれを積んだり降ろしたりすることでも較正を行う。
多くの検重車は古い小型の鉄道車両に錘を搭載したものである。検重車は、衝撃などで車両が壊れて重量が変化しないように取り扱いに気をつける必要がある。鉄道工場において定期的に検重車自体の重量も較正される。

## 日本の検重車
日本では当初衡重車（こうじゅうしゃ）と称し「コ」の記号が制定されたが、程なく検重車に改められた。記号「コ」はそのまま使われ続けたが、1966年に新設のコンテナ車に「コ」を譲り、検重の「ケ」に改定された。
日本の検重車（衡重車）には2種があり、一つは前述の車重を測る為の橋ばかり(秤量台)の較正を行うためのもの、もう一つは橋梁耐重検査用車と呼ばれるものである。前者は、1929年製のコ1形（→ケ1形）とその老朽取り換え用として1977年および翌1978年に製作されたケ10形の2形式、後者は1928年に製造されたコ10形のみで、両者を合わせても13両が存在したにすぎない。
1987年の国鉄分割民営化に際しては、ケ10形6両がJR四国を除く旅客鉄道会社に引き継がれたが、いずれも廃車となっている。その後は現存しないものと思われていたが、旭化成延岡工場内専用線でケ15が2023年まで現役だったことが判明した。幻の検重車を保存する会がこれを譲受し、2024年6月から筑前山家駅裏手にある保存車両ヤード福岡にて静態保存されている。
私鉄・専用鉄道では三井化学専用線宮浦駅構内に検1・検2が長らく留置されていたが、2022年に解体されている。